# Ud, spring over, ind
Ud, spring over, ind er en kortfilm fra 2013 instrueret af Thomas Daneskov Mikkelsen efter eget manuskript.

## Handling
Da Rasmus tager ud i familiens sommerhus for at finde sin far efter mange måneder uden kontakt, får han bekræftet sin værste frygt. Hans far har mistet forstanden og har indtaget sommerhuset med heftig druk og selvrealisering. Rasmus har altid taget afstand til sin fars forliste forhold, men da deres møde udvikler sig til en decideret mandeweekend, bliver det klart, at hans far slet ikke er så tosset, som han ser ud.